# Ensemble Altstadt Tittmoning

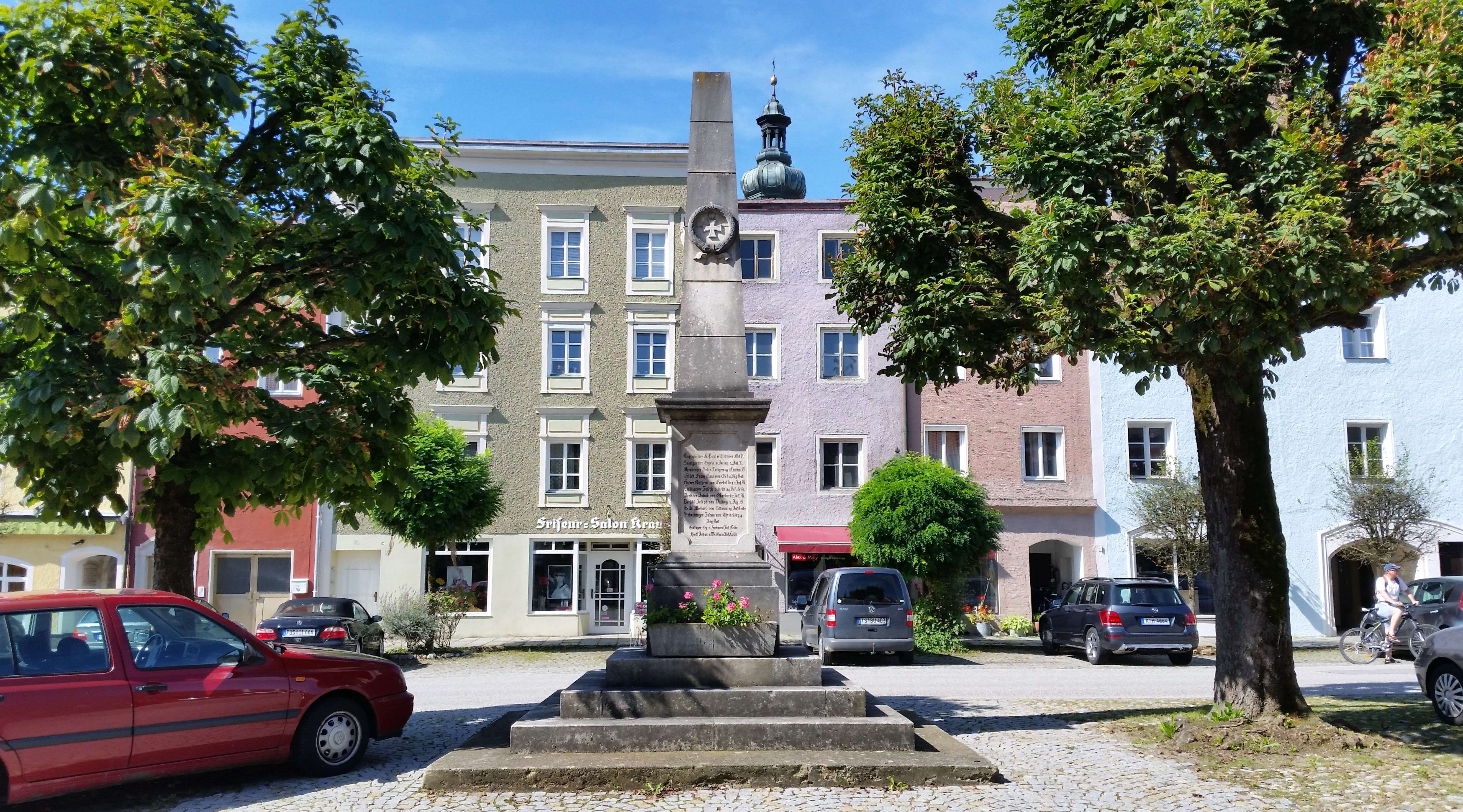
Stadtplatz mit Obelisk in Tittmoning

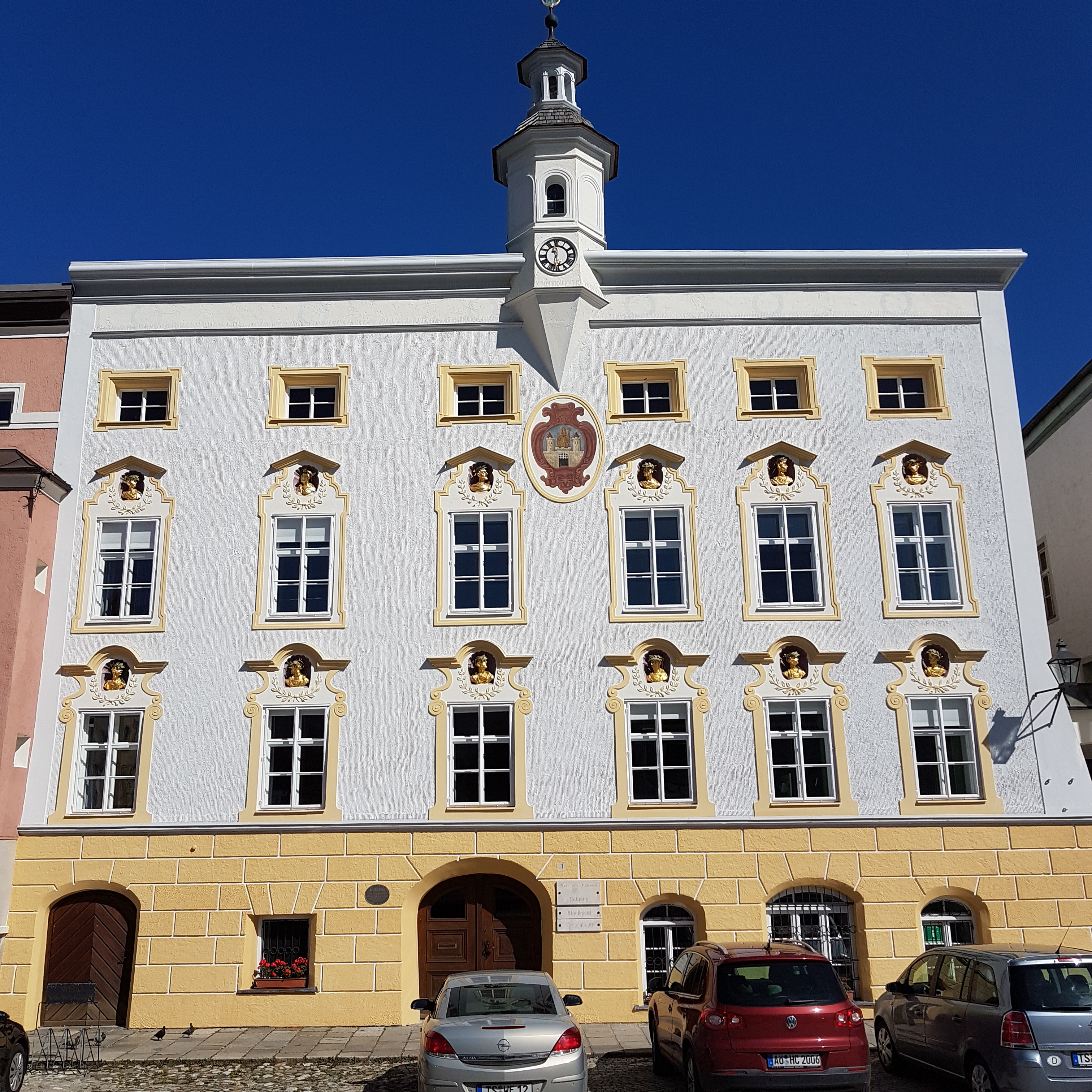
Rathaus

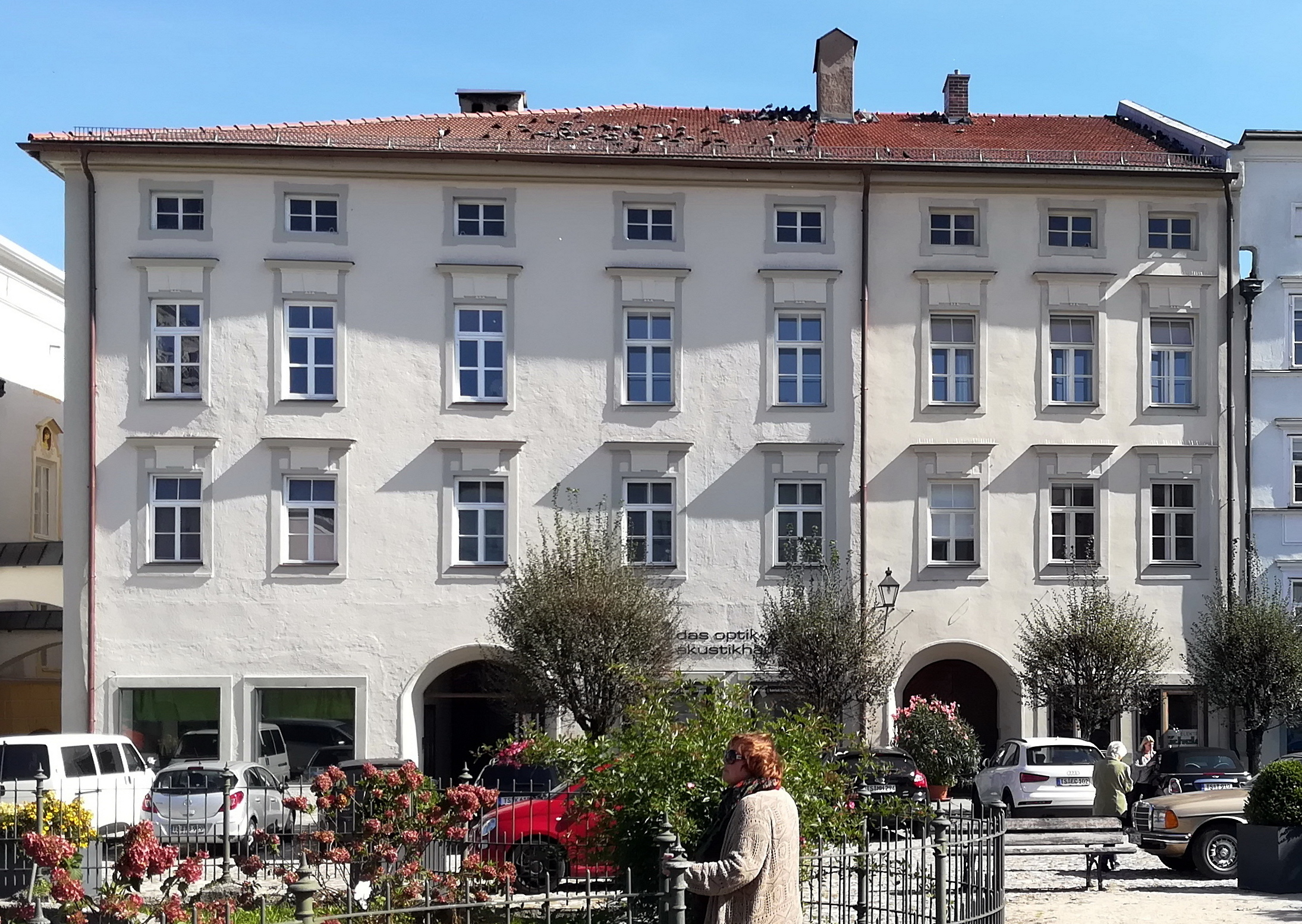
Stadtplatz 2a und 2b

Das Ensemble Altstadt in Tittmoning, einer Stadt im oberbayerischen Landkreis Traunstein, ist ein Bauensemble, das unter Denkmalschutz steht. Es umfasst die Stadtanlage innerhalb der Befestigung des 14. und 15. Jahrhunderts und den darin einbezogenen Burgkomplex südwestlich über der Stadt, außerdem im Nordosten die vorgelagerte Häuserzeile am Gerberberg und die im Flussuferniveau liegenden Häuser der Wasservorstadt.

## Geschichte
Die Entwicklung von Tittmoning zu einem städtischen Gebilde hat sich in mehreren Abschnitten vollzogen. Aus dem Herzogshof (villa) der Zeit um 700 entwickelte sich der Klosterhof des Stifts Nonnberg in Salzburg. Aus dem herzoglichen Fiskalbesitz wurde ein Wirtschaftshof gebildet. Dieser Klosterhof muss sich am Burgberg befunden haben, davor breitete sich die Hörigensiedlung aus. 
Erst im 13. Jahrhundert kam es zur Anlage der eigentlichen Bürgerstadt. Ein vom Landesherrn, dem Fürstbischof von Salzburg, eingesetzter Stadtrichter ist erstmals 1390 urkundlich nachweisbar. Tittmoning liegt in einem beckenartigen Tal hochwasserfrei über der Salzach. Das Anschwemmland, das sich in zwei Bodenstufen abtreppt, wurde schrittweise besiedelt und dann im zweiten Drittel des 14. Jahrhunderts mit einer hohen Stadtmauer aus Tuffquadermauerwerk umfriedet. In die mittelalterliche Befestigungsanlage wurde auch die Burg mit einbezogen. Den Kern der Bürgerstadt bildet der heutige Stadtplatz. 

## Altstadtensemble
Der Grundriss der Stadtanlage beschreibt ein gleichseitiges Dreieck mit der Salzach bzw. dem Siechengraben als Basis und der Burg als Spitze. Der Mühlbach zieht sich von Westen nach Osten durch die Stadt und mündet in den Siechengraben. Die Altstadt von Tittmoning ist das Ergebnis des planmäßigen Ausbaus unter dem Salzburger Erzbischof Friedrich III. von Leibnitz in der Zeit zwischen 1327 und 1338. 
In der Stadtentwicklung bedeutete der große Stadtbrand von 1571 einen wichtigen Einschnitt. Der Wiederaufbau im Stil der Renaissance schuf bedeutende Baudenkmäler der bürgerlichen Baukunst. Auch im 18. Jahrhundert herrschte in Tittmoning noch eine rege Bautätigkeit, wie viele stuckierte Fassaden bezeugen. Der Stadtbrand im Jahr 1856 vernichtete einen Teil der Bebauung im südlichen Teil des Stadtplatzes.
Die Bauten in Tittmoning entsprechen der Inn-Salzach-Bauweise: Meist dreigeschossige, dreiachsige Putzbauten mit Vorschussmauern und Graben- oder Satteldächern. Im Gegensatz zu den Städten längs des Inns fehlen hier jedoch die gewölbten erdgeschossigen Lauben. 
Eine baugeschichtliche Rarität stellen die Gerberhäuser am Gerberberg dar. Ein Teil von ihnen besitzt Speicherbauten mit offenen Trockenböden an der Südseite. Hier wurden früher die gegerbten Häute zum Trocknen aufgehängt. 
Das 19. Jahrhundert brachte für Tittmoning tiefgreifende Veränderungen. Mit der Angliederung an das Königreich Bayern wurde Tittmoning in eine Randlage gerückt und verlor dabei einen Teil seines Hinterlandes. Einen schweren Verlust erlitt das Stadtbild im Jahr 1816 durch den Abbruch des Stadtturms, der einst in der Mitte des Stadtplatzes stand, sowie der Katharinenkapelle von 1315. 
Im Jahr 1872 wurde auch der Schleindlturm abgebrochen. Jedoch hat Tittmoning, bedingt durch den frühzeitigen wirtschaftlichen Niedergang im 19. Jahrhundert, sein historisch gewachsenes Stadtbild wie kaum eine andere ostbayerische Stadt bewahrt und störende Neubauten im Altstadtbereich vermieden.

## Einzeldenkmäler
Siehe: Liste der Baudenkmäler in Tittmoning